# 麦草峠

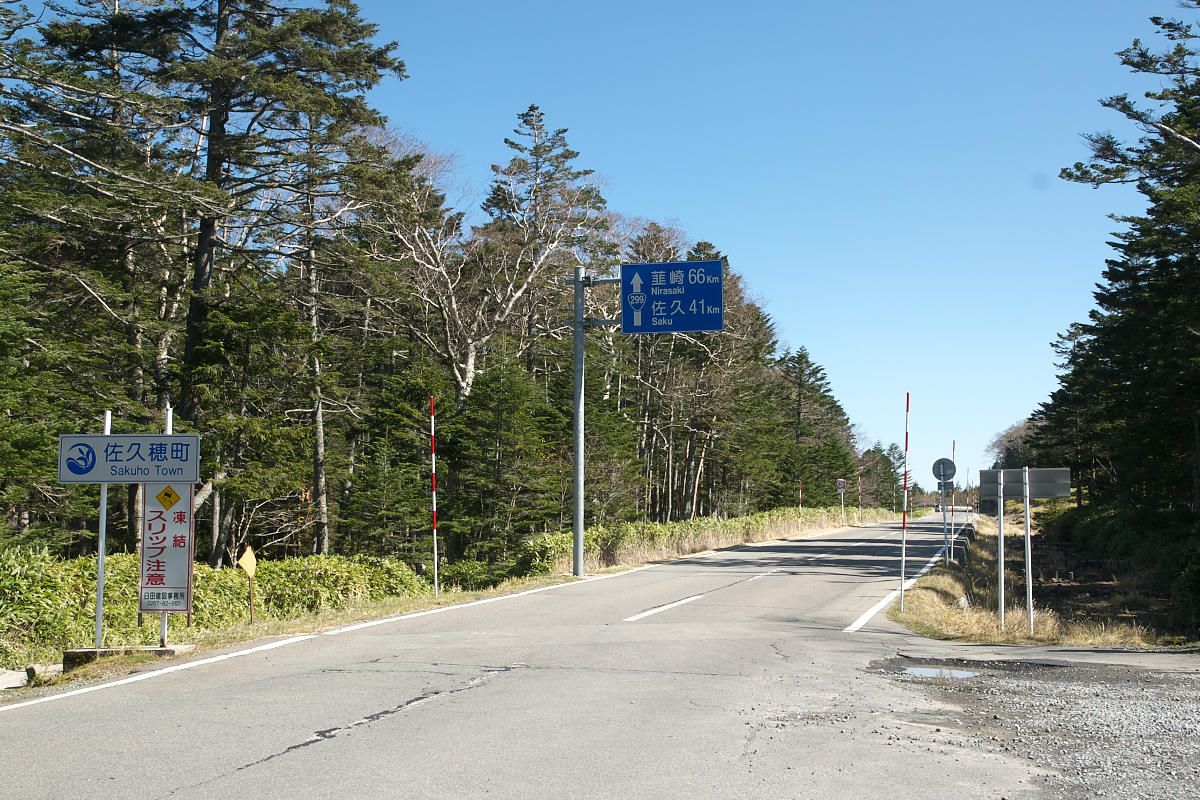
麦草峠（佐久穂町と茅野市の境界地点、麦草ヒュッテ入口）

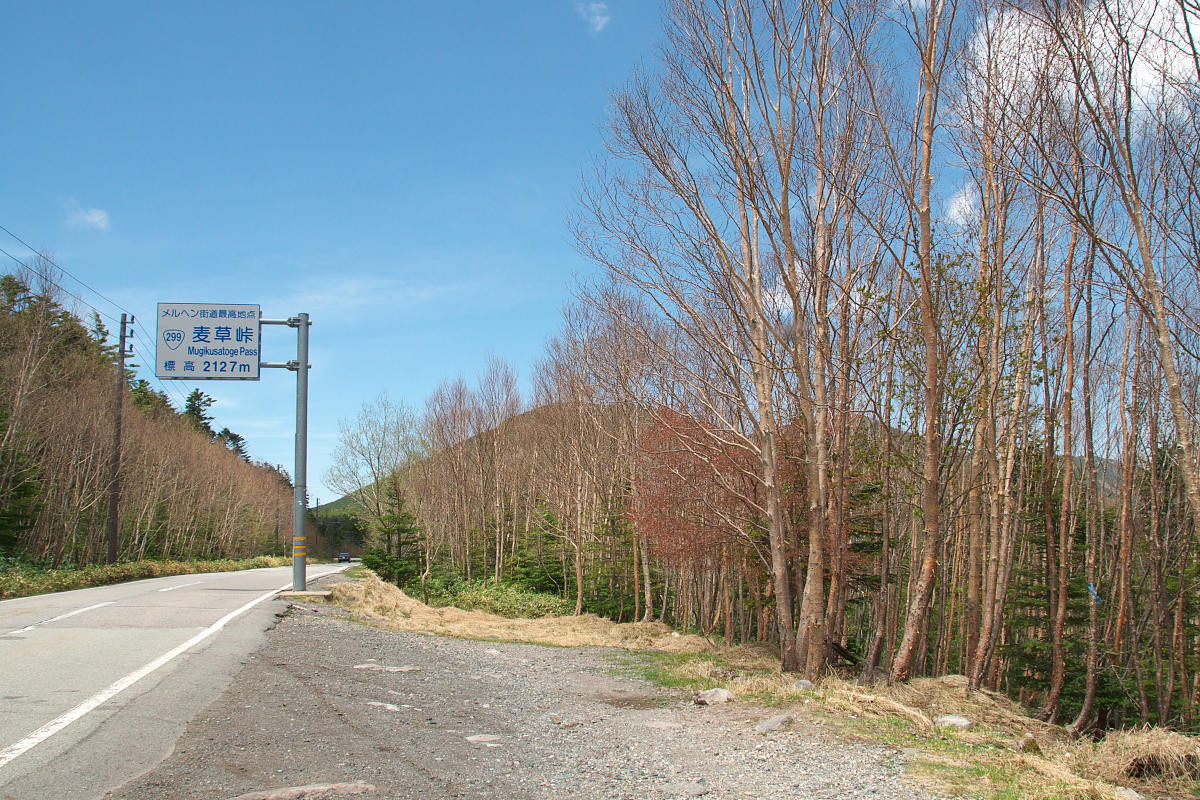
麦草峠の国道299号最高地点

麦草峠（むぎくさとうげ）は、長野県茅野市と佐久穂町の間にある峠で、北八ヶ岳の丸山と茶臼山の間に位置する。県内の南信地方(諏訪地域)と東信地方(佐久地域)との境でもある。標高は2,120mで、国道299号（メルヘン街道）の最高地点（標高2,127m）は、本来の麦草峠よりも佐久穂町側に数100m寄った地点にある。

## 概要
当地では近世から昭和初期にかけて、八ヶ岳茶臼山南麓の大石峠（標高2185m）を越える山道が佐久郡と諏訪郡を結んでいた。
1927年の「長野県大霜害」を発端とする昭和戦前期の「農村恐慌」を受け、県が地元農民を土木作業員として雇い収入を与えるために実施した「救農土木事業」の一環として、1932年から1933年にかけて諏訪郡北山村より南佐久郡穂積村に至る道路を車両通行可能とするための改修工事が行われた。このときに大石峠南方の別の鞍部を新たに開削して誕生した峠で、工事後の1935年に県道穂積茅野線となった。
のち1953年（昭和28年）に主要地方道ちの野沢線（諏訪郡ちの町～南佐久郡野沢町）が指定され翌1954年（昭和29年）に長野県が路線認定、市町村合併や区間短縮に伴い1965年（昭和40年）に茅野佐久町線へ改称された後、1967年（昭和42年）5月に2車線の車道が全通し、1981年（昭和56年）4月30日に一般国道299号へ昇格編入された。
この地点は、日本の国道では国道292号の渋峠に次いで2番目に標高の高い場所である。峠付近は比較的なだらかであるが、それを過ぎると両側とも勾配が厳しく、狭いヘアピンカーブが続く。

## 周辺
佐久穂町には池の平遺跡、トリデロック遺跡、駒出池遺跡など旧石器時代の遺構があるが、麦草峠は古くは黒曜石の産地となっていた。 
峠付近には白駒の池があり、八ヶ岳へのハイキングも可能。駐車場とトイレは有料。また峠をはさんで茅野市方面には蓼科高原、佐久穂町方面には八千穂高原がある。
冬場は国道299号が閉鎖され、ノルディックスキーのコースとなる。
- 麦草ヒュッテ - 山小屋
- 高見石 - 八ヶ岳の大きな噴石が堆積した高台で、白駒の池を一望できる。 
  - 高見石小屋 - 山小屋
- 白駒の池
  - 青苔荘 - 山小屋
  - 白駒荘 - 山小屋
- ニュウ
- 丸山展望台 - 蓼科側に下る途中に設けられている展望台

## 交通
- アルピコ交通（諏訪バス）：茅野駅 - 麦草峠
  - 7月中旬-10月中旬のみ運行。1日3往復。（令和元年度現在）
- 千曲バス：佐久平駅 - 八千穂駅 - 白駒池 - 麦草峠
  - 5月下旬-10月中旬の土日祝日、お盆期間のみ運行。1日2往復（うち1往復は八千穂折り返し）。（令和元年度現在）

ともに最新の運行日の確認が必要。